# 杨家才
杨家才（1961年4月—），湖北钟祥人，中华人民共和国政治人物。

## 生平
1980年9月，任湖北省钟祥县粮食局干部、县政府财金办、政府办科长。1988年12月，任中国人民银行钟祥县支行总稽核。1990年3月，任中国人民银行湖北省分行人事处副科长、科长、办公室副主任。1997年6月，升任中国人民银行武汉市分行副行长、武汉分行营管部副主任。2001年4月，任中国人民银行武汉分行副行长。2003年7月，升任中国银行业监督管理委员会湖北监管局筹备组成员，副局长；2005年6月，任中国银行业监督管理委员会安徽监管局局长。2007年1月，任中国银行业监督管理委员会银行监管一部主任。2012年9月，任中国银行业监督管理委员会办公厅主任。2013年5月，担任中国银行业监督管理委员会主席助理兼办公厅主任。
2017年4月13日，因涉及项俊波案被调查。2017年5月23日，中纪委监察部网站证实了这一消息，8月1日被双开，移送司法机关。其妻与其小儿子杨昊也被要求协助调查。杨妻在上海一家金融机构工作，此番被查，是因发现其帐户上有不明大额资金。杨昊不到30岁，曾在高盛实习，为湖北宽途洗车公司的创始人及CEO。 